# أبو العباس (فلسطيني)
أبو العباس (10 ديسمبر 1948 في الطيرة (حيفا) – 8 مارس 2004 في العراق) هو زعيم سياسي فلسطيني اسمه الحقيقي محمد عباس أو محمد زيدان. أسس سنة 1977 جبهة التحرير الفلسطينية مع طلعت يعقوب بعد انشقاقهما عن الجبهة الشعبية لتحرير فلسطين – القيادة العامة مع اندلاع الحرب الأهلية في لبنان أوساط السبعينات، إذ آثر أبو العباس الوقوف إلى جانب منظمة التحرير والقوى الوطنية اللبنانية بينما اختار جبريل الوقوف إلى جانب سوريا التي دخلت لبنان في حينها.
شهدت الجبهة صراعات داخلية انتهت في عام 1983 بانقسامها إلى شقّين أحدهما بقيادة يعقوب الذي انتقل بمقره إلى تونس حيث مقر منظمة التحرير الفلسطينية ورئيسها ياسر عرفات. جُرح أبو العباس في جبهته خلال العدوان الإسرائيلي على لبنان عام 1982 وانضم إلى عضوية اللجنة التنفيذية للمنظمة عام 1984.
اشتهر أبو العباس خصوصاً بعد عملية أكيلي لاورو التي قام بتنظيمها. وخلالها، خُطفت في هذه العملية سفينة سياحية إيطالية وقُتل رجل أمريكي يهودي عجوز اعترضت الطائرات الأمريكية المقاتلة الطائرة التي كان تقلّه في طريقها من القاهرة إلى تونس بعد انتهاء أزمة الباخرة، فوق البحر الأبيض المتوسط وأجبرتها على الهبوط في جزيرة صقلية في إيطاليا، غير أن السلطات الإيطالية أفرجت عن الطائرة ولم تعتقله. ومن المفارقات أن السلطات الإيطالية حاكمت أبو العباس غيابيا وصدر في حقه حكم بالسجن مدى الحياة وأُجبر بعدها أبو العباس لللجوء إلى العراق. حيث شغل هنالك منصب الأمين العام لجبهة التحرير الفلسطينية.
قام في أبريل 1996 بزيارة غزة بعدما نصّت إتفاقية أوسلو عن العفو المتبادل عاد واستقر في العراق في أواخر التسعينات إلى أن اعتقل، في 15 أبريل 2003 في منزل يبعد 50 كيلومترا جنوب بغداد، كان يختبئ فيه بعد أن فشلت محاولته للفرار إلى سوريا.
أسره الجيش الأمريكي بعد غزو العراق سنة 2003. أعلن الأمريكيون عن وفاته بسكتة قلبية في مارس 2004. رفضت إسرائيل السماح بدفنه في الأراضي الفلسطينية، فتم دفنه في مقبرة الشهداء بدمشق.
ودارت هنالك الكثير من علامات الإستفهام آنذاك حول استشهاد أبو العباس ما بين اغتياله عن طريق وضع سم في وجبة طعامه أم عبر السكتة القلبية كما زعم الجيش الأمريكي.